# 10.ª etapa del Giro de Italia 2024
La 10.ª etapa del Giro de Italia 2024 tuvo lugar el 14 de mayo de 2024 y consistió en una etapa de montaña con inicio en Pompeya y final en Cusano Mutri sobre un recorrido de 142 km. La etapa fue ganada por el francés Valentin Paret-Peintre del equipo Decathlon AG2R La Mondiale Team, desde la escapada, mientras que el esloveno Tadej Pogačar mantuvo el liderato.

## Clasificación de la etapa
| Pompeya - Cusano Mutri | etapa de montaña | (142 km) |

| \| Clasificación de la etapa \| Clasificación de la etapa \| Clasificación de la etapa \| Clasificación de la etapa \| Clasificación de la etapa \| \| Ciclista \| Ciclista \| Equipo \| Tiempo \| \| \| ------------------------- \| ------------------------- \| ----------------------------- \| ------------------------- \| ------------------------- \| \| 1.º \| Valentin Paret-Peintre \| Decathlon-AG2R La Mondiale \| 3 h 43 min 50 s \| \| \| 2.º \| Romain Bardet \| Team dsm-firmenich PostNL \| + 30 s \| \| \| 3.º \| Jan Tratnik \| Team Visma \\| Lease a Bike \| + 1 min 00 s \| \| \| 4.º \| Andrea Bagioli \| Lidl-Trek \| + 1 min 17 s \| \| \| 5.º \| Aurélien Paret-Peintre \| Decathlon-AG2R La Mondiale \| + 1 min 24 s \| \| \| 6.º \| Simon Geschke \| Cofidis \| + 1 min 24 s \| \| \| 7.º \| Filippo Zana \| Team Jayco AlUla \| + 1 min 24 s \| \| \| 8.º \| Domenico Pozzovivo \| VF Group-Bardiani CSF-Faizanè \| + 1 min 24 s \| \| \| 9.º \| Nicola Conci \| Alpecin-Deceuninck \| + 1 min 41 s \| \| \| 10.º \| Esteban Chaves \| EF Education-EasyPost \| + 1 min 56 s \| \| |                        |                               |                 |
| |                        |                               |                 |
| Fuentes: ProCyclingStats Cycling Quotient |                        |                               |                 |
| Clasificación de la etapa |                        |                               |                 |
| Ciclista | Ciclista               | Equipo                        | Tiempo          |
| 1.º | Valentin Paret-Peintre | Decathlon-AG2R La Mondiale    | 3 h 43 min 50 s |
| 2.º | Romain Bardet          | Team dsm-firmenich PostNL     | + 30 s          |
| 3.º | Jan Tratnik            | Team Visma \| Lease a Bike    | + 1 min 00 s    |
| 4.º | Andrea Bagioli         | Lidl-Trek                     | + 1 min 17 s    |
| 5.º | Aurélien Paret-Peintre | Decathlon-AG2R La Mondiale    | + 1 min 24 s    |
| 6.º | Simon Geschke          | Cofidis                       | + 1 min 24 s    |
| 7.º | Filippo Zana           | Team Jayco AlUla              | + 1 min 24 s    |
| 8.º | Domenico Pozzovivo     | VF Group-Bardiani CSF-Faizanè | + 1 min 24 s    |
| 9.º | Nicola Conci           | Alpecin-Deceuninck            | + 1 min 41 s    |
| 10.º | Esteban Chaves         | EF Education-EasyPost         | + 1 min 56 s    |

## Clasificaciones al final de la etapa

### Clasificación general(Maglia Rosa)
| \| Clasificación general \| Clasificación general \| Clasificación general \| Clasificación general \| Clasificación general \| \| Ciclista \| Ciclista \| Equipo \| Tiempo \| \| \| --------------------- \| ---------------------- \| -------------------------- \| --------------------- \| --------------------- \| \| 1.º \| Tadej Pogačar \| UAE Team Emirates \| 36 h 46 min 08 s \| \| \| 2.º \| Daniel Felipe Martínez \| Bora-Hansgrohe \| + 2 min 40 s \| \| \| 3.º \| Geraint Thomas \| Ineos Grenadiers \| + 2 min 58 s \| \| \| 4.º \| Ben O'Connor \| Decathlon-AG2R La Mondiale \| + 3 min 39 s \| \| \| 5.º \| Cian Uijtdebroeks \| Team Visma \\| Lease a Bike \| + 4 min 15 s \| \| \| 6.º \| Antonio Tiberi \| Bahrain Victorious \| + 4 min 27 s \| \| \| 7.º \| Romain Bardet \| Team dsm-firmenich PostNL \| + 4 min 57 s \| \| \| 8.º \| Lorenzo Fortunato \| Astana Qazaqstan Team \| + 5 min 19 s \| \| \| 9.º \| Filippo Zana \| Team Jayco AlUla \| + 5 min 23 s \| \| \| 10.º \| Einer Rubio \| Movistar Team \| + 5 min 28 s \| \| |                        |                            |                  |
| |                        |                            |                  |
| Fuentes: ProCyclingStats Cycling Quotient |                        |                            |                  |
| Clasificación general |                        |                            |                  |
| Ciclista | Ciclista               | Equipo                     | Tiempo           |
| 1.º | Tadej Pogačar          | UAE Team Emirates          | 36 h 46 min 08 s |
| 2.º | Daniel Felipe Martínez | Bora-Hansgrohe             | + 2 min 40 s     |
| 3.º | Geraint Thomas         | Ineos Grenadiers           | + 2 min 58 s     |
| 4.º | Ben O'Connor           | Decathlon-AG2R La Mondiale | + 3 min 39 s     |
| 5.º | Cian Uijtdebroeks      | Team Visma \| Lease a Bike | + 4 min 15 s     |
| 6.º | Antonio Tiberi         | Bahrain Victorious         | + 4 min 27 s     |
| 7.º | Romain Bardet          | Team dsm-firmenich PostNL  | + 4 min 57 s     |
| 8.º | Lorenzo Fortunato      | Astana Qazaqstan Team      | + 5 min 19 s     |
| 9.º | Filippo Zana           | Team Jayco AlUla           | + 5 min 23 s     |
| 10.º | Einer Rubio            | Movistar Team              | + 5 min 28 s     |

### Clasificación por puntos(Maglia Ciclamino)
| Clasificación por puntos | Clasificación por puntos | Clasificación por puntos      | Clasificación por puntos | Clasificación por puntos |
| Ciclista                 | Ciclista                 | Equipo                        | Puntos                   |                          |
| ------------------------ | ------------------------ | ----------------------------- | ------------------------ | ------------------------ |
| 1.º                      | Jonathan Milan           | Lidl-Trek                     | 174 pts                  |                          |
| 2.º                      | Kaden Groves             | Alpecin-Deceuninck            | 122 pts                  |                          |
| 3.º                      | Tim Merlier              | Soudal Quick-Step             | 100 pts                  |                          |
| 4.º                      | Filippo Fiorelli         | VF Group-Bardiani CSF-Faizanè | 71 pts                   |                          |
| 5.º                      | Andrea Pietrobon         | Team Polti Kometa             | 68 pts                   |                          |
| 6.º                      | Tadej Pogačar            | UAE Team Emirates             | 57 pts                   |                          |
| 7.º                      | Benjamin Thomas          | Cofidis                       | 56 pts                   |                          |
| 8.º                      | Jhonatan Narváez         | Ineos Grenadiers              | 45 pts                   |                          |
| 9.º                      | Michael Valgren          | EF Education-EasyPost         | 40 pts                   |                          |
| 10.º                     | Phil Bauhaus             | Bahrain Victorious            | 37 pts                   |                          |

### Clasificación de la montaña(Maglia Azzurra)
| Clasificación de la montaña | Clasificación de la montaña | Clasificación de la montaña   | Clasificación de la montaña | Clasificación de la montaña |
| Ciclista                    | Ciclista                    | Equipo                        | Puntos                      |                             |
| --------------------------- | --------------------------- | ----------------------------- | --------------------------- | --------------------------- |
| 1.º                         | Tadej Pogačar               | UAE Team Emirates             | 104 pts                     |                             |
| 2.º                         | Simon Geschke               | Cofidis                       | 58 pts                      |                             |
| 3.º                         | Valentin Paret-Peintre      | Decathlon-AG2R La Mondiale    | 55 pts                      |                             |
| 4.º                         | Daniel Felipe Martínez      | Bora-Hansgrohe                | 52 pts                      |                             |
| 5.º                         | Lilian Calmejane            | Intermarché-Wanty             | 32 pts                      |                             |
| 6.º                         | Romain Bardet               | Team dsm-firmenich PostNL     | 32 pts                      |                             |
| 7.º                         | Geraint Thomas              | Ineos Grenadiers              | 22 pts                      |                             |
| 8.º                         | Andrea Piccolo              | EF Education-EasyPost         | 18 pts                      |                             |
| 9.º                         | Filippo Fiorelli            | VF Group-Bardiani CSF-Faizanè | 18 pts                      |                             |
| 10.º                        | Ben O'Connor                | Decathlon-AG2R La Mondiale    | 17 pts                      |                             |

### Clasificación de los jóvenes(Maglia Bianca)
| Clasificación del mejor joven | Clasificación del mejor joven | Clasificación del mejor joven | Clasificación del mejor joven | Clasificación del mejor joven |
| Ciclista                      | Ciclista                      | Equipo                        | Tiempo                        |                               |
| ----------------------------- | ----------------------------- | ----------------------------- | ----------------------------- | ----------------------------- |
| 1.º                           | Cian Uijtdebroeks             | Team Visma \| Lease a Bike    | 36 h 50 min 23 s              |                               |
| 2.º                           | Antonio Tiberi                | Bahrain Victorious            | + 12 s                        |                               |
| 3.º                           | Filippo Zana                  | Team Jayco AlUla              | + 1 min 08 s                  |                               |
| 4.º                           | Thymen Arensman               | Ineos Grenadiers              | + 1 min 37 s                  |                               |
| 5.º                           | Alex Baudin                   | Decathlon-AG2R La Mondiale    | + 2 min 23 s                  |                               |
| 6.º                           | Davide Piganzoli              | Team Polti Kometa             | + 7 min 15 s                  |                               |
| 7.º                           | Giovanni Aleotti              | Bora-Hansgrohe                | + 10 min 00 s                 |                               |
| 8.º                           | Valentin Paret-Peintre        | Decathlon-AG2R La Mondiale    | + 18 min 33 s                 |                               |
| 9.º                           | Mauri Vansevenant             | Soudal Quick-Step             | + 23 min 40 s                 |                               |
| 10.º                          | Edoardo Zambanini             | Bahrain Victorious            | + 35 min 19 s                 |                               |

### Clasificación por equipos"Súper team"
| Clasificación por equipos | Clasificación por equipos     | Clasificación por equipos | Clasificación por equipos |
| Equipo                    | Equipo                        | Tiempo                    |                           |
| ------------------------- | ----------------------------- | ------------------------- | ------------------------- |
| 1.º                       | Decathlon-AG2R La Mondiale    | 110 h 32 min 27 s         |                           |
| 2.º                       | Ineos Grenadiers              | + 7 min 07 s              |                           |
| 3.º                       | Bora-Hansgrohe                | + 20 min 31 s             |                           |
| 4.º                       | UAE Team Emirates             | + 27 min 10 s             |                           |
| 5.º                       | Astana Qazaqstan Team         | + 29 min 26 s             |                           |
| 6.º                       | VF Group-Bardiani CSF-Faizané | + 33 min 47 s             |                           |
| 7.º                       | Team Visma \| Lease a Bike    | + 42 min 15 s             |                           |
| 8.º                       | Bahrain Victorious            | + 46 min 07 s             |                           |
| 9.º                       | EF Education-EasyPost         | + 47 min 02 s             |                           |
| 10.º                      | Movistar Team                 | + 48 min 02 s             |                           |

## Abandonos
- Olav Kooij (Team Visma | Lease a Bike) no tomó la salida de la etapa.
- Max Kanter (Astana Qazaqstan Team) no tomó la salida de la etapa.
- Ethan Vernon (Israel-Premier Tech) no tomó la salida de la etapa.
- Marius Mayrhofer (Tudor Pro Cycling Team) no tomó la salida de la etapa.